# Liste der Stolpersteine in Stegen

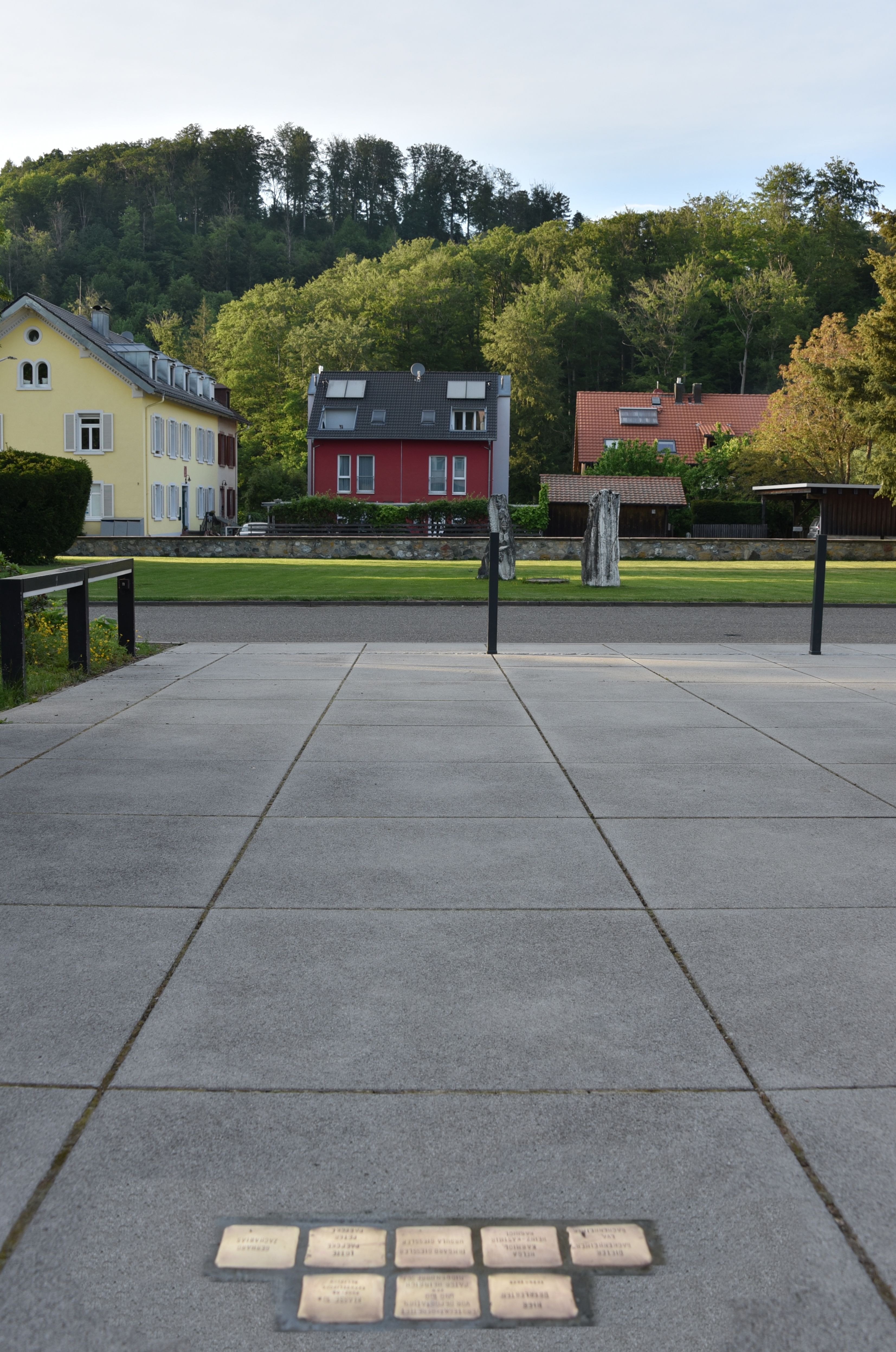
Stolpersteine in Stegen

Die Liste der Stolpersteine in Stegen führt die vom Künstler Gunter Demnig verlegten Stolpersteine in Stegen auf, einer Gemeinde im Südschwarzwald. Stolpersteine erinnern an das Schicksal der Menschen, die von den Nationalsozialisten ermordet, deportiert, vertrieben oder in den Suizid getrieben wurden. Sie liegen im Regelfall vor dem letzten selbstgewählten Wohnsitz des Opfers.

## Rettung von neun Juden in Stegen
Pater Heinrich Middendorf war der erste deutsche katholische Priester, der vom Staat Israel in der Holocaust-Gedenkstätte Yad Vashem für seinen mutigen Einsatz als „Gerechter unter den Völkern“ geehrt wurde.

„Die von Pater Middendorf aufgenommenen Menschen wussten vereinzelt gar nicht, dass sie nicht die einzigen versteckten Juden im Kloster waren. Gerhard Zacharias kannte Lotte Paepcke, die in der Gärtnerei untergebracht war, zwar dem Namen nach, dass sie sich allerdings das gleiche Schicksal teilten, wussten beide nicht. Pater Bernd Bothe ist es zu verdanken, dass der große Mut Pater Heinrich Middendorfs bekannt wurde.“

Pater Bernd Bothe, sein Mitbruder, recherchierte in den 1990er Jahren das Wirken von Pater Middendorf. Er sprach mit den Überlebenden und recherchierte deren Schicksale. Er beschrieb die Person Heinrich Middendorf und deren Rettungsbemühungen auf einer Website, siehe unter Weblinks.

## Gedenkarbeit in Stegen

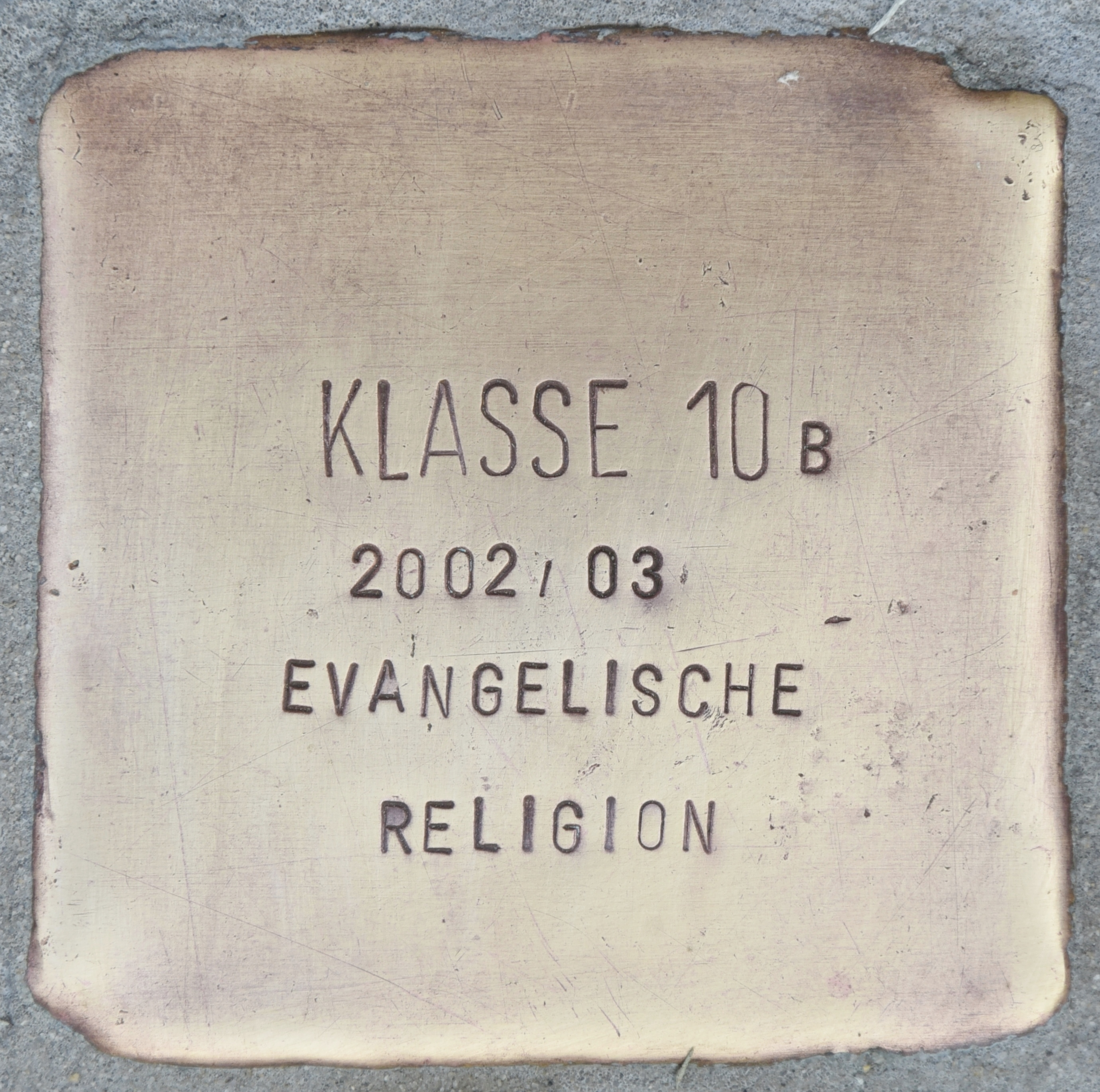

Gunter Demnig erweiterte im Jahr 2003 das ursprüngliche Konzept, welches alle Opfergruppen umfasst hatte, und weitete es aus auf sogenannte „stille Helfer“ oder „unbesungene Helden“. In der Folge wurden Stolpersteine auch verlegt für Gerechte unter den Völkern, beispielsweise Gertrud Luckner in Freiburg und Heinrich Middendorf in Stegen. Gemeinsam mit dem Stolperstein für den Retter wurden in Stegen auch Stolpersteine für die neun geretteten Juden gesetzt. Die Initiative dazu ging vom evangelische Religionslehrer Klaus Storck und seiner damaligen zehnten Klasse aus. Das Kolleg St. Sebastian wird – mittels der Stolpersteine – auch künftigen Schülergenerationen, die „selbst nicht einmal mehr über ihre Großeltern eine biographische Verbindung zur dunklen Zeit des Nationalsozialismus haben können“, die Tragweite dieser Mordtaten vermitteln können. Oberstudiendirektor Eberhard Breckel sprach bei der Verlegung der Stolpersteine von der Umkehrung eines alt bekannten Sprichwortes: statt Aus den Augen, aus dem Sinn nunmehr In den Augen und im Sinn.

## Liste der Stolpersteine
Die Tabelle ist teilweise sortierbar; die Grundsortierung erfolgt alphabetisch nach dem Familiennamen des Opfers. Die Verlegedaten finden sich in einem eigenen Absatz unterhalb der Liste.
| Stolperstein | Inschrift                                                                    | Verlegeort                             | Name, Leben |
| --- | ---------------------------------------------------------------------------- | -------------------------------------- | --- |
| | HIER ÜBERLEBTEN 1933–1944                                                    | Hauptstraße 4 · Kolleg St. Sebastian · | Dieser Stolperstein wurde für das Kolleg St. Sebastian, in dem Pater Heinrich Middendorf während des NS-Regimes und während des Holocaust neun jüdische Mitbürger versteckt und somit vor dem Tod gerettet hatte, verlegt. Pater Middendorf beherbergte zahlreiche Menschen, die aufgrund der Luftangriffe in Norddeutschland evakuiert worden waren. Er konnte Juden und Jüdinnen in diesen Gruppen verstecken. Auf Lebensmittelkarten war er nicht angewiesen, weil das Kloster ausreichend Feldfrüchte anbaute. Einen jüdischen Jungen, Peter Paepcke, setzte er gemeinsam mit christlichen Jungen als Messdiener ein. Dieser machte seine Sache so gut, dass niemand auf den Gedanken kam, er wäre nicht katholisch und getauft. |
| | DIETER BACHENHEIMER EVA BACHENHEIMER                                         | Hauptstraße 4 · Kolleg St. Sebastian · | Dieter Bachenheimer wurde 1929 als Sohn von Max Bachenheimer (geboren 1900) und Hildegard, geborene Seckler, in Dortmund geboren. Seine Schwester Eva kam 1931 zur Welt. Um die aus einem streng katholischen Elternhaus stammende Hildegard Seckler heiraten zu können, konvertierte Max Bachenheimer 1928 vom Judentum zum Katholizismus. Im Jahr 1933 zog die Familie auf Grund des Naziterrors in Dortmund nach Neheim-Hüsten. In der Reichspogromnacht 1938 wurde sein Vater verhaftet und ins KZ Sachsenhausen deportiert. Da seine Mutter eine Scheidung verweigerte, wurde sein Vater nach Weihnachten 1938 wieder entlassen, mit der Auflage, Deutschland bis zum 1. Januar 1939 zu verlassen. Am 31. Dezember 1938 verließ er Deutschland und ging in die Niederlande, wo er in einem Lager unterkam und sich um Visa für die ganze Familie nach Brasilien bemühte. Dieter Bachenheimer und seine Schwester wurden im Schutzengel-Kinderheim in Hagen untergebracht, ihre Mutter ging nach Dortmund zurück. Die Visa für Brasilien erhielt die Familie im August 1939 und sie folgten dem Vater in die Niederlande, wo sie auf ein Schiff für die Überfahrt warteten. Nach dem Beginn des Zweiten Weltkrieges wurden Dieter Bachenheimer, seine Schwester und seine Mutter ausgewiesen, sein Vater ging in den Untergrund. Die Geschwister kamen zurück ins Schutzengel-Kinderheim, seine Mutter ging wieder nach Dortmund. 1943 wurde das Kinderheim auf Grund von Bombardierungen von Hagen nach Stegen verlegt. 1944 beendete Bachenheimer seine Schulausbildung und verließ Stegen. Da er keine Lehrstelle bekam, wandte er sich an das Freiburger Arbeitsamt, wo zwei Gestapo-Männer ihn über seine gewünschte Berufsausbildung und den Aufenthaltsort seines Vaters befragten. Diesen gab er nicht bekannt, als Beruf befohlen wurde ihm Betriebs-Elektriker in der Schwerindustrie (Großkranbau und Panzerherstellung) auf der DEMAG in Wetter-Ruhr. Bei einem Bombenangriff auf Dortmund am 6. Oktober 1944 wurde seine Mutter getötet. Pater Middendorfer machte sich um Dieter Bachenheimer Sorgen. Er schickte einen Brief mit 200 Reichsmark und Lebensmittelkarten an einen Helfer. Bachenheimer solle sich in einen Zug setzen, so nur der leiseste Verdacht einer Gefahr bestünde, und mit viel Umsteigen nach Stegen kommen. Middendorfer wolle dann Bachenheimer verstecken, notfalls auch in der Schweiz. Das Angebot musste nie in Anspruch genommen werden. Erst später erfuhren die Geschwister, dass im Kinderheim die Gestapo gezielt nach ihnen gefragt hatte. Dieter Bachenheimer wurde zweimal von der Gestapo vorgeladen, doch jedes Mal kurz vor seiner Ankunft wurden die Gebäude der Gestapo bei Fliegerangriffen zerstört. |
| Eva Bachenheimer wurde 1931 als Kind eines getauften jüdischen Vaters und einer christlichen Mutter in Dortmund geboren. Ihr Bruder Dieter kam 1929 zur Welt. Sie blieb die ganze Zeit über in einem Kinderheim. Der Rettungsplan für Eva Bachenheimer war eine vorgeschobene Polypenoperation, man hätte der Gestapo mitgeteilt, dass sie in Freiburg im Krankenhaus wäre. Währenddessen wollte man sie zum Bodensee bringen und dort verstecken. Sie erfuhr von diesem Plan erst nach dem Krieg, wunderte sich nur, warum im Heim über ihre zu operierenden Polypen gesprochen wurde. Sie heiratete später Rudolf Zwingmann. Sie und ihr Bruder unterstützten 1993 Dr. Peter Paepcke und dessen Mutter Lotte Paepcke bei der Beantragung der Ehrung von Pater Middendorf als Gerechter unter den Völkern, die 1994 auch erfolgte. | DIETER BACHENHEIMER EVA BACHENHEIMER                                         | Hauptstraße 4 · Kolleg St. Sebastian · | |
| | IRMGARD GIESSLER URSULA GIESSLER                                             | Hauptstraße 4 · Kolleg St. Sebastian · | Irmgard Giessler geb. Freytag, wurde 1896 in Bad Kissingen geboren. Ihre Eltern waren der Holzgroßhändler Karl Freitag und dessen Frau Mathilde, geborene Wertheim. 1898 starben Irmgard Freytags Eltern und sie wuchs bei einem Onkel in Freiburg auf. Irmgard Freytag konvertierte kurz vor ihrer Hochzeit 1928 mit dem katholischen Journalisten Rupert Gießler (1896–1980) zum Katholizismus. Das Paar hatte eine Tochter, Ursula, geboren 1936. Nach der Stabilisierung des Hitlerregimes waren Irmgard Giessler und ihre Tochter aufgrund der nationalsozialistischen Rassenideologie stark gefährdet. Ihr Mann erhielt auf Grund seiner Ehe mit einer Jüdin 1939 Berufsverbot und galt als „wehrunwürdig“. Die Rheinberger Tagespost, deren Redakteur er war, erhielt ab 1. November 1940 keine Papierzuteilung mehr und musste ihr Erscheinen einstellen. Nach einem Jahr Arbeitslosigkeit fand ihr Mann beim Colmarer Alsatia Verlag Arbeit, offiziell als Sekretär, inoffiziell als Cheflektor. Joseph Rossé, der Verleger, schickte Rupert Gießler auf Reisen, wenn Gefahr für diesen bestand. Rossé holte ihn auch vom Bahnhof ab und schickte ihn sofort weiter, so noch Gefahr bestand. Irmgard Giessler und ihr Mann planten eine Flucht ins Elsass oder in die Schweiz. 1944 erfuhren sie durch eine Bemerkung des Blockwartes, dass für die Familie Gefahr bestand. Sie flüchteten mit dem Zug nach Stegen, ihre Tochter Ursula ließen sie bei einer Freundin, Grete Borgmann, die das Kind mit dem Fahrrad nach Stegen bringen sollte. Die Borgmanns hatten mit Pater Middendorf Kontakt aufgenommen, der versprach, die Flüchtlinge bei sich aufzunehmen. Irmgard Giessler wohnte einige Monate getarnt zur Miete bei der Frau des nationalsozialistischen Stegener Bürgermeisters, später dann im Kloster. Ihre Tochter wurde im Kinderheim aufgenommen. Um als Angestellte des Ordenshauses zu gelten, fungierte Irmgard Gießler in Middendorfs Büro als Sekretärin. Ihr Ehemann besuchte sie regelmäßig. Als Freiburg, sein Wohnsitz, am 27. November 1944 bombardiert wurde, entkam er nur deshalb, weil er die Andacht der Klostergemeinschaft abgewartet hatte um sich zu verabschieden. Pater Middendorfs Notfallplan für Irmgard Giessler und ihre Tochter war ein Versteck in einer Hütte im Wald. Dies wurde nicht notwendig, Irmgard Gießler und ihre Tochter überlebten das NS-Regime in Stegen. |
| Ursula Giessler wurde 1936 als Tochter von Rupert Gießler und Irmgard, geborene Freitag, geboren. Ihre jüdische Mutter war zum Katholizismus konvertiert, ihr Vater Katholik. Sie wurde folglich in eine sogenannte „privilegierte Mischehe“ hineingeboren. Nachdem sich jedoch der Verfolgungsdruck des NS-Regimes erhöhte, musste die Familie flüchten. Ursula wurde in die Obhut von Grete Borgmann gegeben, die Eltern flüchteten 1944 mit dem Zug nach Stegen, Borgmann kam mit Ursula per Fahrrad am nächsten Tag nach. Ursula Giessler wurde im Kinderheim von Pater Middendorf untergebracht, wenig später fand auch ihre Mutter Zuflucht bei Middendorf. Der Vater besuchte sie regelmäßig. Nach dem Ende des NS-Regimes war ihr Vater Mitgründer und zeitweise Chefredakteur der Freiburger Nachrichten. Heute wohnt sie wieder in Freiburg und stellt sich als Zeitzeugin zur Verfügung. Beispielsweise besuchte sie im Jahr 2017 Stegen und sprach in der Heinrich-Middendorf-Oberschule Aschendorf in Aschendorf, dem Geburtsort des Paters. | IRMGARD GIESSLER URSULA GIESSLER                                             | Hauptstraße 4 · Kolleg St. Sebastian · | |
| | HEINZ-KASIMIR KARMIOL HELGA KARMIOL                                          | Hauptstraße 4 · Kolleg St. Sebastian · | Heinz-Kasimir Karmiol hatte einen jüdischen Vater und eine christliche Mutter. Er hatte eine Schwester, Helga. Auch er überlebte dank Pater Middendorf, er starb in den 1990er Jahren. |
| Helga Karmiol hatte einen jüdischen Vater und eine christliche Mutter. Sie hatte einen Bruder, Heinz-Kasimir. Auch sie überlebte dank des Schutzengel-Kinderheimes. Nach dem Krieg wurde sie Tänzerin und heiratete. Auch nach dem Ende des Krieges fürchtete sie, als Jüdin erkannt und abgeholt zu werden. | HEINZ-KASIMIR KARMIOL HELGA KARMIOL                                          | Hauptstraße 4 · Kolleg St. Sebastian · | |
| | LOTTE PAEPCKE PETER PAEPCKE                                                  | Hauptstraße 4 · Kolleg St. Sebastian · | Lotte Paepcke, geborene Mayer, wurde am 28. Juni 1910 in Freiburg im Breisgau geboren. Ihr Vater Max Mayer führte ein Ledergeschäft und war sozialdemokratischer Stadtrat. Er wurde bereits 1933 verhaftet, musste sein Geschäft abgeben, wurde im November 1938 erneut verhaftet und in das KZ Dachau deportiert. Nach einigen Wochen kam er zurück und flüchtete mit seiner Frau mit einem der letzten Züge aus Deutschland. Lotte Mayer hatte Rechtswissenschaften studiert und 1933 das Staatsexamen abgelegt. Sie heiratete den Literaturhistoriker, Philologen und Philosophen Ernst August Paepcke, mit dem sie 1935 den Sohn Peter bekam. Aufgrund ihrer „privilegierten Mischehe“ brauchte sie keinen Judenstern zu tragen und war vorerst nicht zur Deportation vorgesehen. Sie durfte aber ihr Referendariat nicht antreten, nicht als Juristin arbeiten und musste mit Sara Lotte Paepcke unterschreiben. Die Familie zog nach Bielefeld, Köln und schließlich Leipzig, wo sie sich fremd fühlte. Sie wurde zur Zwangsarbeit eingeteilt. Mit dem Sohn flüchtete sie zurück in ihre Heimatstadt. Dort wurde Lotte Paepcke krank und illegaler Weise in einem katholischen Krankenhaus aufgenommen. Nach dem schweren Bombenangriff auf Freiburg am 27. November 1944 flüchteten sie mit ihrem Sohn in das Kloster Stegen, wo sie in der Gärtnerei beschäftigt wurde. Nach dem Untergang des NS-Regimes arbeitete Lotte Paepcke als Journalistin und Schriftstellerin. Das Ehepaar bekam noch zwei weitere Kinder. Gemeinsam mit ihrem Sohn und weiteren Überlebenden stellte sie 1993 den Antrag, P. Middendorf als Gerechten unter den Völkern anzuerkennen. Lotte Paepcke starb am 9. August 2000 in Karlsruhe. |
| Peter Paepcke wurde am 3. Mai 1935 in Freiburg im Breisgau geboren. Er war der Sohn des Literaturhistorikers, Philologen und Philosophen Ernst August Paepcke und der Schriftstellerin Lotte Paepcke. Nach dem schweren Bombenangriff auf Freiburg am 27. November 1944 flüchtete seine Mutter mit ihm aus der Stadt. Sie fanden Zuflucht im Kloster Stegen. Um nicht aufzufallen, wurde Peter Paepcke als Ministrant in den Gottesdiensten eingesetzt. Paepcke absolvierte ein Studium der Rechtswissenschaften und wurde Rechtsanwalt. 1962 erschien sein Buch Antisemitismus und Strafrecht. Ein Beitrag von ihm ist auch im Band Liebe auf den zweiten Blick (Wie mir Karlsruhe zur Heimat wurde) enthalten. Sein Vater starb 1963, er selbst am 25. Juni 1995 in Karlsruhe, seine Mutter starb im August 2000. | LOTTE PAEPCKE PETER PAEPCKE                                                  | Hauptstraße 4 · Kolleg St. Sebastian · | |
| | GERHARD ZACHARIAS                                                            | Hauptstraße 4 · Kolleg St. Sebastian · | Gerhard Zacharias wurde 1923 als Sohn von Ludwig Zacharias und Helene, geborene Heymann, in Braunschweig geboren. Er hatte zwei Schwestern. Seine Mutter entstammte einer jüdischen Familie, ihre Eltern waren Viktor Heymann, Geheimer Justizrat, und dessen Ehefrau Adele, geborene Jonas. Beide Großeltern waren Juden. Der Großvater hatte sich assimiliert. Seine Kinder ließ er taufen, sie gehörten danach der protestantischen Glaubensgemeinschaft an. Der Vater von Gerhard Zacharias stammte aus Regensburg, war Katholik und führte eine kleine Fabrik. Zwar war seine Mutter vorerst als Ehefrau eines „Ariers“ vor Deportation und Ermordung geschützt, unterlag aber massiven Diskriminierungen. Seine beiden Schwestern wurden auf einem Bauernhof in der Nähe von Braunschweig versteckt. Zacharias konnte 1942 noch das Abitur abschließen. Er erlebte die Verfolgungsmaßnahmen gegen seine Mutter und musste auch mit ansehen, als eine Tante von der Gestapo verhaftet und abgeführt wurde. Eine weitere Tante wählte den Freitod. Seine Mutter kam bei einem Bombenangriff ums Leben. Gerhard Zacharias begann ein Theologiestudium in Paderborn, das einzige Studium, das ihm noch erlaubt war. Als er erfuhr, dass die Polizei ihn abholen wolle, tauchte er im Schwarzwald unter, wo er Irmgard Giessler kennenlernte. Die beiden fanden in Stegen zwei Untermietzimmer bei der Frau des Bürgermeisters. Als die polizeilichen Kontrollen häufiger wurden, fanden Giessler und Zacharias Unterschlupf im Kloster. Wenn er gefragt wurde, warum er nicht an der Front sei, gab er an, offene Tuberkulose zu haben. Bei einem überraschenden Besuch von zwei Männern in Ledermänteln konnte er sich rechtzeitig im Park verstecken. Am 27. November 1944 war er während des großen Bombenangriffes auf Besuch bei Bekannten in Freiburg. Er fand Schutz in einem Luftschutzbunker und überlebte die Feuersbrunst. Danach ging er noch in derselben Nacht die 14 Kilometer nach Stegen zurück. Nach der Befreiung durch die Franzosen studierte er Philosophie in Göttingen und Freiburg, promovierte, wandte sich der griechisch-orthodoxen Kirche zu und interessierte sich für die Theorien von C. G. Jung, den er persönlich kennen lernte. Von 1961 bis 1966 lehrte er Tanz- und Kulturgeschichte an der Hochschule für Musik in Köln. Er arbeitete eine Zeit lang bei Carl Friedrich von Weizsäcker am Max-Planck-Institut zur Erforschung der Lebensbedingungen der wissenschaftlich-technischen Welt in Starnberg bei München. Gerhard Zacharias wurde Psychoanalytiker, schrieb einige Bücher über den Tanz und ließ sich im Rheinland nieder. Er starb 2000.                                                                         |
| | VERSTECKT/GERETTET VOR DEPORTATION UND TOD VON PATER HEINRICH MIDDENDORF SCJ | Hauptstraße 4 · Kolleg St. Sebastian · | Heinrich Middendorf SCJ wurde am 31. August 1898 in Aschendorf geboren. Er besuchte die Volks- und Rektoratsschule in seinem Geburtsort und wechselte 1912 an die Humanistische Lehranstalt der Ordensgemeinschaft der Herz-Jesu-Priester in Sittard, Niederlande. Nach Ende der Schulzeit trat er in den Orden ein. Sein Noviziat absolvierte er in Fünfbrunnen, Luxemburg. Er studierte Philosophie, Theologie, Orientalistik und Bibelwissenschaften unter anderem an der Albert-Ludwigs-Universität Freiburg und an der Leopold-Franzens-Universität Innsbruck, weiters in Münster und Berlin. 1923 wurde er zum Priester geweiht. Ab 1927 war er Kaplan in verschiedenen Gemeinden Südbadens, ab 1932 nahm er Aufgaben im Ordenshaus in Bendorf wahr, ab 1936 als Rektor. 1934 promovierte er im Fach Bibelwissenschaften. Von 1938 bis 1946 war er Rektor des Ordenshauses Kolleg St. Sebastian in Stegen, versteckte neun jüdische Bürger und rettete sie so vor der Shoah. Ab 1946 fungierte er als Rektor im Freiburger Ordenshaus, ab 1949 war er Mitglied der Generalleitung des Ordens in Rom. 1956 ging er als Missionar in den Kongo und war bis zu seinem Tod am 10. August 1972 in Osnabrück Mitglied der Ordensprovinz Zaire. Postum, 1994, wurde er mit dem Titel Gerechter unter den Völkern ausgezeichnet. |

## Verlegedaten
Die Steine müssen zweimal verlegt worden sein, denn es gibt Abbildungen von zwei verschiedene Anordnungen. Laut Demnigs Website erfolgte die Erstverlegung im Juli 2004.